# Lagores
Lagores (en llatí Lagoras, en grec antic Λαγόρας "Lagóras") fou un soldat mercenari cretenc.
Va servir a Ptolemeu IV Filopàtor. Un general de Ptolemeu, Nicolau d'Etòlia, el va enviar a ocupar els passos del Mont Líban a la zona de Beirut per controlar l'avanç d'Antíoc III el Gran que marxava cap a Ptolemais (Acre) l'any 219 aC. El rei selèucida el va derrotar i el va foragitar de les seves posicions.
El 215 aC va servir a Antíoc en la guerra contra el general Aqueu, i va ser ell qui va localitzar una zona desguarnida de la muralla de Sardes mercès a la qual Antíoc va poder ocupar la ciutat. Lagores va ser un dels que van entrar per aquesta zona a la ciutat, segons diu l'historiador Poliè.